# Standardni pogoji
Stándardni pogóji v kemiji označujejo naslednje razmere:
Po IUPACu so standardni pogoji:
- temperatura 25 °C (298 K)
- absolutni tlak 100,0 kPa (1 bar)